# Chandler (Québec)
Pour les articles homonymes, voir Chandler.
Chandler [tʃandlɚ, -lœʁ] est une ville canadienne au Québec, chef-lieu de la MRC du Rocher-Percé, dans la région de la Gaspésie–Îles-de-la-Madeleine. 
Le recensement de 2016 y dénombre 7 546 habitants, c'est la deuxième plus grande ville de la Gaspésie. La municipalité est membre de la Fédération des Villages-relais du Québec. La principale artère de la ville est la route 132, au secteur du centre-ville, la rue Commerciale, qui était à l'époque une ancienne rue principale, maintenant principale rue secondaire, traverse entièrement le quartier Chandler, passant devant l'usine Gaspésia (actuellement démolie) et des édifices qui datent de la fondation de la ville.

## Histoire

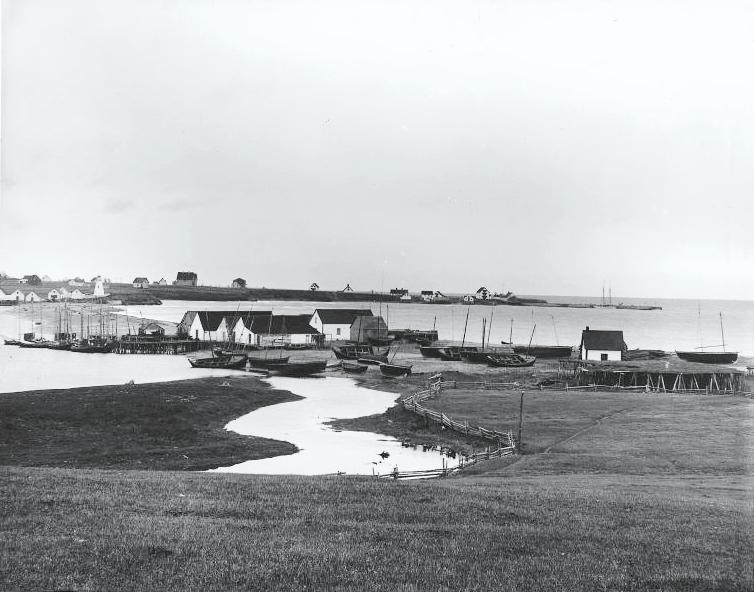
Grand-Pabos en 1900

La ville de Chandler prend forme au milieu des années 1910 quand une grande scierie et une pulperie sont construites à l'embouchure de la rivière du Grand Pabos. On lui donne le nom du premier président de la compagnie, Percy Milton Chandler. La majeure partie de la population est composée d'ouvriers de la scierie et de la pulperie (usine de pâtes et papiers).
La ville connaît une lente expansion jusqu'en 1931 où l'usine fait faillite conséquemment à la crise économique de 1929 (voir la Grande Dépression), l'entreprise est rachetée en 1937 par la firme Anglo-Newfoundland qui la baptise l'usine Gaspésia ltée.
Chandler connaît une période de 50 ans d'expansion et de diversification grâce à son usine qui est parmi les usines de pâtes et papiers les plus modernes et productives au monde. Dans les années 1990, l'industrie des pâtes et papiers connaît une grave crise avec la fermeture partielle de l'usine en 1998 jusqu'à la fermeture totale en 1999.
Le résultat : perte de près de 10 % de la population et de 20 % des commerces, tentative de réouverture en 2004 avec l'appui de l'ex-premier ministre Bernard Landry qui mène à une perte de centaines de millions de dollars en lien avec une mauvaise évaluation des coûts.
Le 27 juin 2001, les municipalités de Newport, de Pabos, de Pabos Mills et de Saint-François-de-Pabos ainsi que la ville de Chandler se regroupaient pour constituer une nouvelle ville désignée sous le nom Pabos ; le 4 mai 2002, ce dernier était changé pour celui de Chandler.

### Expansion commerciale
Depuis la fermeture de l'usine Gaspésia en 1999, la ville subit une transformation majeure pour ainsi devenir une ville commerciale afin de se relancer à l'économie de la région. Plusieurs nouveaux commerces y sont implantés dont un super marché Super C, une boutique d'électronique Best Buy Express et un Dollarama dans le centre d'achats, une pharmacie Familiprix, un magasin Go Sport, un hôtel (Motel Chandler) et un concessionnaire  automobile Mitsubishi. La ville a plusieurs restaurants, dont d'importantes chaînes de restauration rapides font leur apparition dans le centre-ville : un McDonald's, un Subway, un Tim Hortons, un Dixie Lee et un A&W. Plusieurs nouveaux bâtiments commerciaux furent construits le long du boulevard René-Lévesque (IGA, Banque nationale, Jean Coutu, Caisse populaire Desjardins).

### Hôpital de Chandler

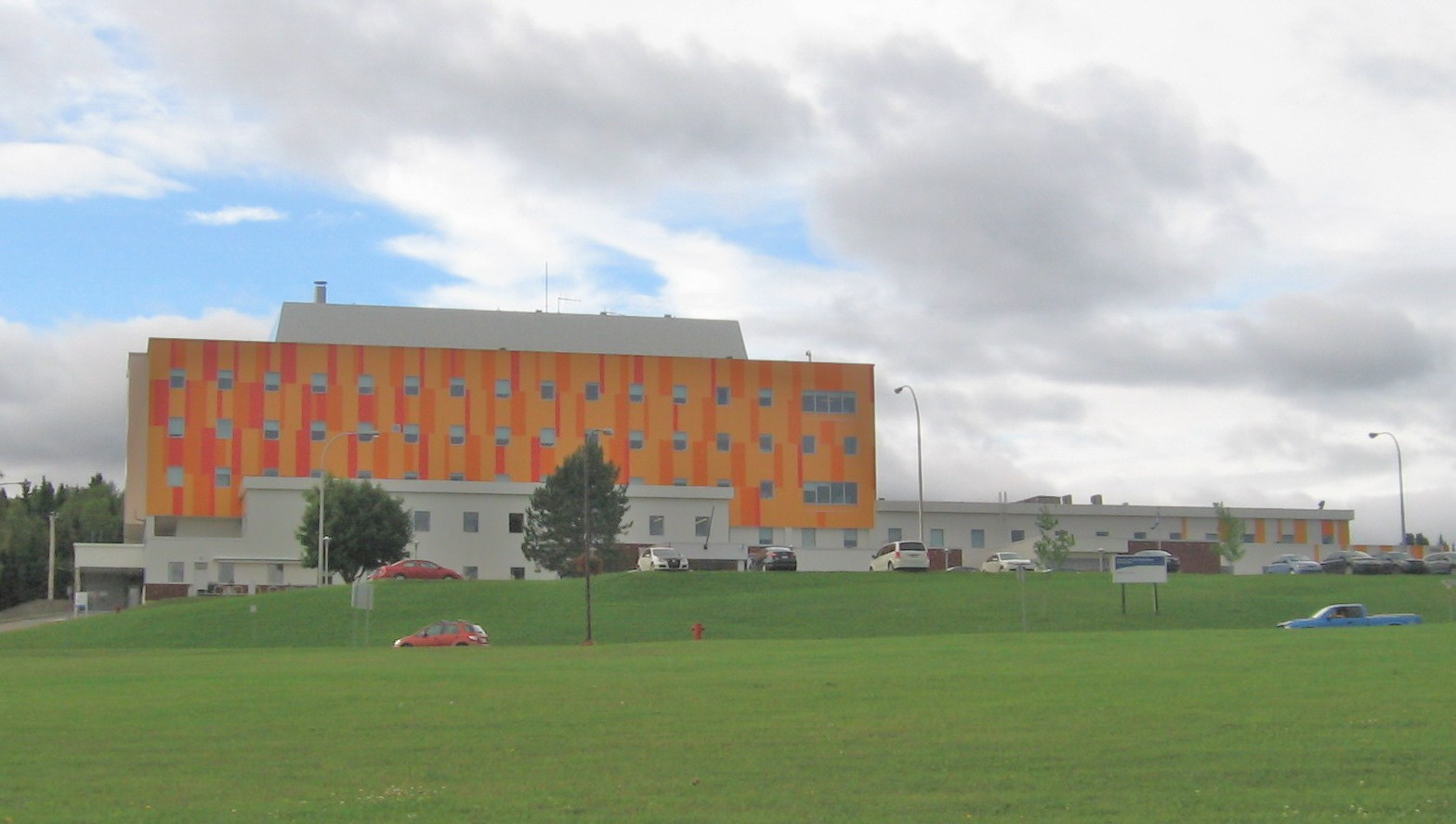
Le centre hospitalier de Chandler

L'hôpital, actuellement le plus gros employeur de Chandler, subit lui aussi une transformation en changeant complètement l'intérieur, ainsi que sa façade extérieure avec un parement de type mosaïque.

### Le fiasco et la démolition de l'usine Gaspésia

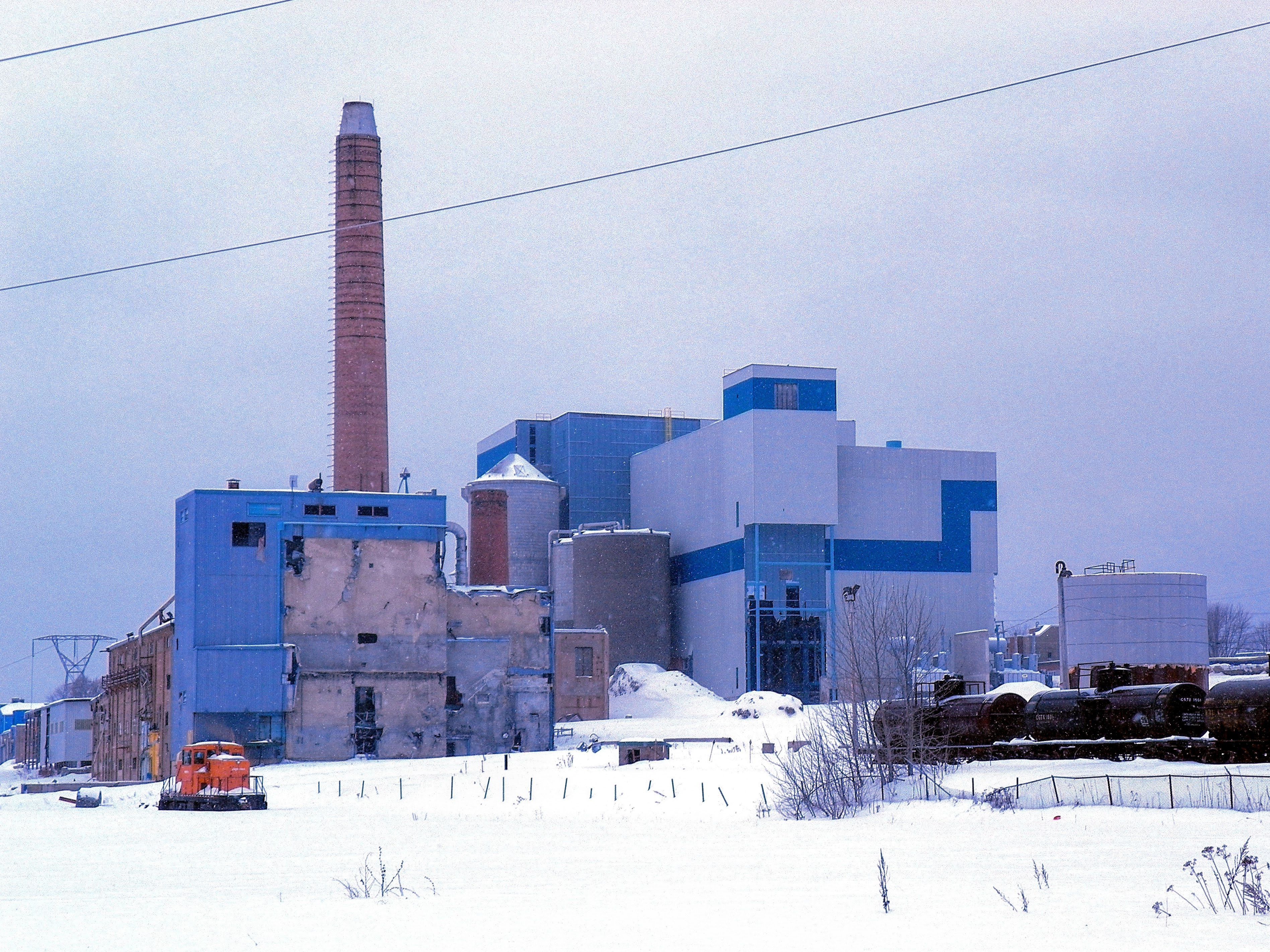
L'usine Gaspésia en cours de démolition.

Depuis la fermeture définitive de ce qui représentait un symbole et était le principal employeur de la région jusqu'en 1999, l'usine Gaspésia est laissée à l'abandon. La ville et les anciens travailleurs tentent pendant quelques années de trouver des investisseurs sérieux pour relancer l'usine.
Un groupe s'est dit intéressé à rebâtir l'usine pour la rendre plus moderne, mais après quelques mois de travaux pour finalement ne compléter que la moitié du bâtiment, tout s'est arrêté : la Ville n'a plus les fonds nécessaires pour poursuivre les travaux de reconstruction et toute la machinerie a quitté le chantier, laissant ainsi l'usine à moitié achevée.
Toute l'ensemble de la Gaspésia est maintenant démolie, incluant l'ancienne pulperie, la grande cheminée de plus de quarante mètres de haut et les deux énormes réservoirs adjacents à la marina. La prochaine étape sera la décontamination de l'immense terrain, les travaux d'excavation du site sont stoppés en raison du manque de fonds de la ville. En 2015, les travaux de décontamination ont été repris et seront achevés en 2016.

### Naufrage de l'Unisol
Le 7 décembre 1983, un cargo péruvien, l'Unisol, était amarré au quai de Chandler. Une violente tempête s'est abattue et a fait céder les amarres du navire qui a dérivé et s'est échoué sur des récifs à proximité du quai, tout près de l'île Dupuis. À la suite des appels de détresse envoyés par l'équipage, deux hélicoptères de type Labrador et un avion Hercule décollent de la base militaire de Summerside, à l'Île-du-Prince-Édouard, pour porter secours aux naufragés. L'opération de sauvetage débute à 9:30 du matin, pour finir à midi et quart. Les 34 membres d'équipage du bateau et le pilote local ont tous été hélitreuillé sain et sauf et ont été traités pour hypothermie. Pendant presque vingt ans, l'épave de l'Unisol s'est maintenue à demi submergée avant de sombrer complètement au début de l'an 2000. Un autre navire avait fait naufrage sur ce même récif quelques années auparavant.

### Château Dubuc
Le 24 septembre 2022, le château Dubuc, un bâtiment situé sur la rue de la Plage (secteur du Chenail), est détruit par les fortes vagues océaniques de la tempête tropicale Fiona. Construit dans les années 1910, le château Dubuc a été utilisé comme auberge pour accueillir des personnalités importantes. Le château Dubuc était l'un des bâtiments les plus anciens de Chandler.

## Géographie

### Secteurs et quartiers

#### Pabos
Situé à l'est du centre-ville, Pabos est un quartier majoritairement résidentiel. Un parc industriel fut emménagé dans ce secteur. Anciennement appelé Sainte-Adélaïde.

#### Saint-François-de-Pabos
Saint-François-de-Pabos est l'arrière-pays de la ville de Chandler et situé au nord de l'arrondissement Pabos.

#### Chandler (centre-ville)
L'arrondissement de la ville de Chandler, qui est devenu un centre-ville depuis la fusion municipale en 2001, est la zone la plus peuplée de la ville, de nombreux commerces et grandes surfaces y sont implantés. L'ancienne usine Gaspésia se trouvait dans ce secteur avant d'être démolie. La municipalité s'appelait Grand Pabos avant la fondation de Chandler.

#### Pabos Mills
Située à l'ouest de Chandler, Pabos Mills contourne la baie du Grand Pabos, le site historique du Bourg de Pabos et le camp Belle-feuille sont dans cet arrondissement. Anciennement appelé L'Anse-aux-Canards et Chandler Ouest.

#### Newport
Newport est la zone qui se trouve le plus à l'ouest, un important havre de pêche, un grand chantier naval et l'usine de production de bleuets font partie de l'économie industrielle de la ville de Chandler.

## Démographie
| 1996  | 2001  | 2006  | 2011  | 2016  | 2021  |
| ----- | ----- | ----- | ----- | ----- | ----- |
| 3 358 | 8 278 | 7 914 | 7 703 | 7 546 | 7 490 |

### Langues
La principale langue à Chandler est le français; il y a une petite communauté anglophone, mais ils sont tous bilingues, n'utilisant l'anglais que pour communiquer entre eux.

## Administration
Les élections municipales se font en bloc et suivant un découpage de six districts.
| Chandler Maires depuis 2005                                                                                          |                    |         |          |
| Élection | Maire              | Qualité | Résultat |
| 2005 | Claude Cyr         |         | Voir     |
| 2009 | Louisette Langlois |         | Voir     |
| 2013 | Louisette Langlois | Voir    |          |
| 2017 | Louisette Langlois | Voir    |          |
| 2021 | Gilles Daraiche    |         | Voir     |
| Élection partielle en italique Depuis 2005, les élections sont simultanées dans toutes les municipalités québécoises |                    |         |          |

## Lieux de culte

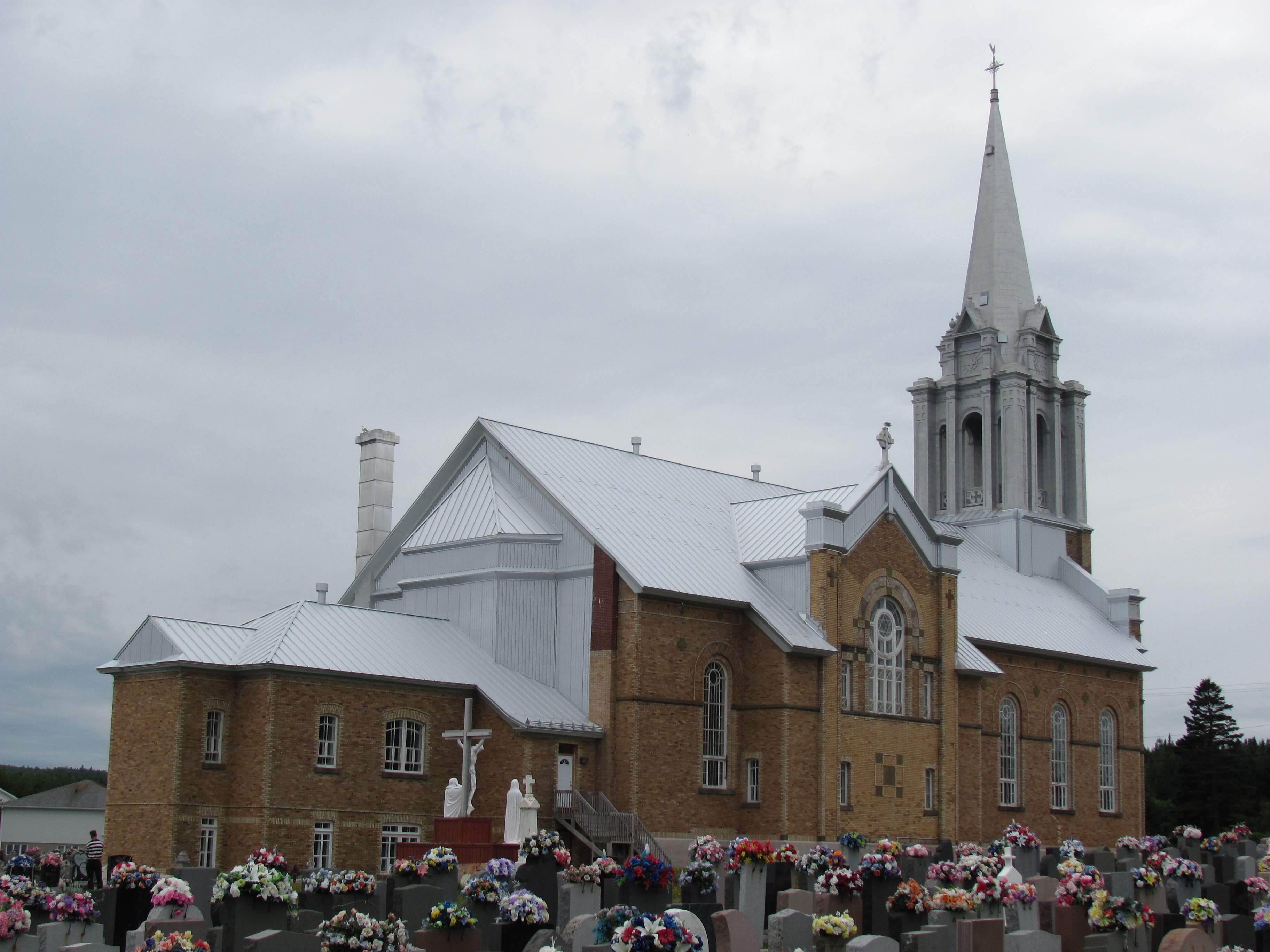
L'église Saint-Dominique de Newport

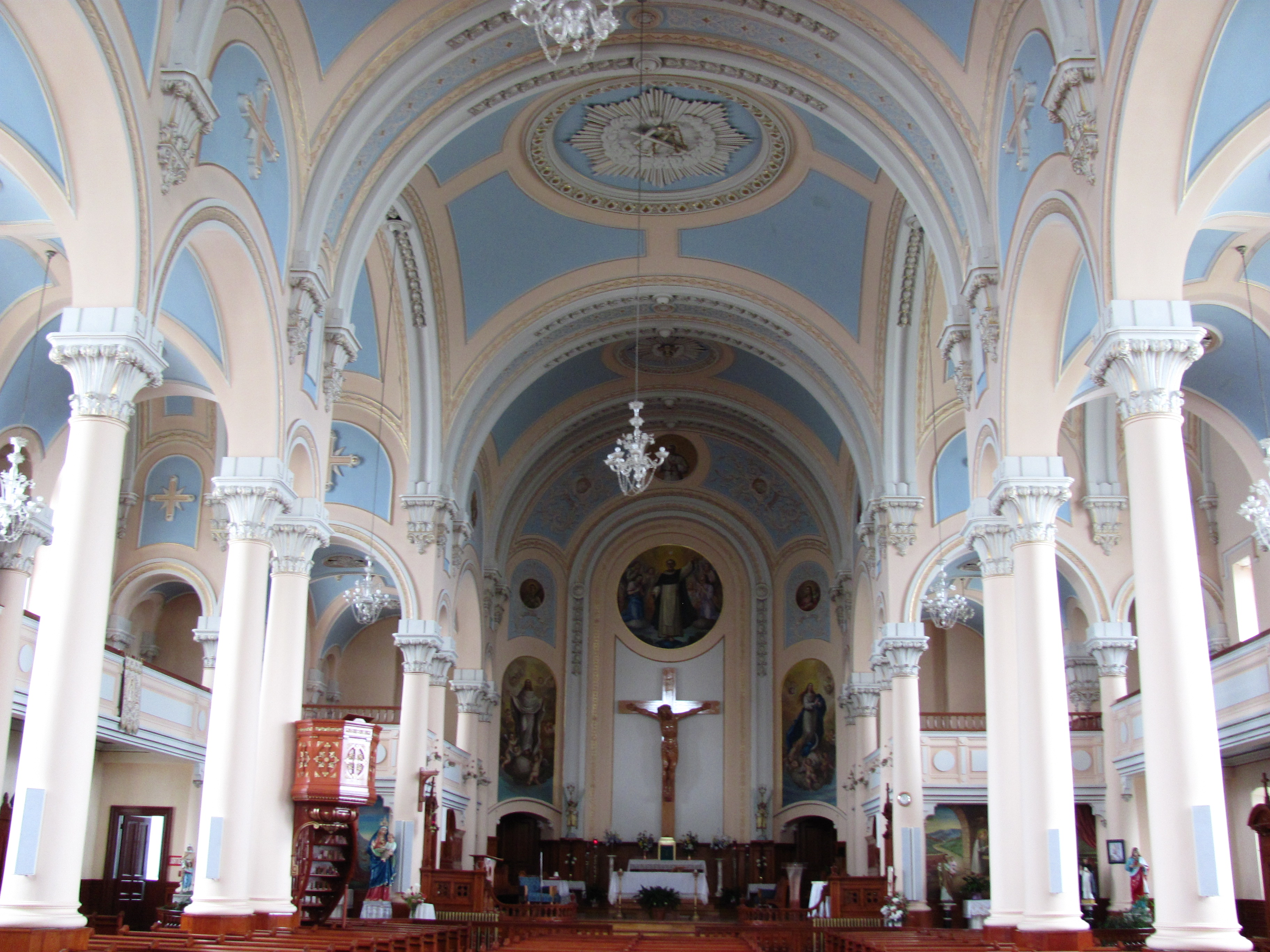
L'intérieur de l'église de Newport

La ville de Chandler compte en tout trois églises catholiques :
- Église Sainte-Adélaïde à Pabos
- Église Saint-Cœur-de-Marie au centre-ville de Chandler
- Église Saint-Dominique à Newport

## Loisirs et installations sportives
La ville possède deux arénas ; un dans le secteur de Newport (capacité : 1 450 places) et l'autre au centre-ville de Chandler. Le Centre Clément-Tremblay, un amphithéâtre de 2 846 places est l'aréna le plus grand de la région gaspésienne, Une salle de quille qui se trouvait au sous-sol, et des aménagements sportifs se sont installés à l'arrière : skate-park; terrain de baseball et terrain de soccer). La Polyvalente Mgr Sévigny abrite une piscine intérieure, ainsi qu'un gymnase pour pouvoir pratiquer des activités physiques et mieux se divertir, une salle de spectacle qui accueille des artistes québécois connus est aménagée dans l'auditorium. À côté du site de l'ancienne usine, un club de golf de 18 trous fut aménagé et à Pabos, sur la route de l'église, il y a un hippodrome et tout juste en face, un centre de plein air où se trouve un terrain de golf pour les coups de pratiques - un camping - une piste de karts à pédales et un mini-golf. Une base de plein air (camp Belle-Feuille) se trouve à Pabos Mills, ainsi que le Bourg de Pabos qui se trouve à proximité du camp Belle-Feuille. Une passerelle pour piétons et cyclistes qui a été inaugurée à l'été 2013, qui est l'une des plus longues au monde, traversera la rivière du Grand-Pabos, cela permet aux usagers d'éviter un long détour de 13 km contournant la baie.
La ville possède plusieurs plages et haltes-routières pour les activités estivales.

## Personnalités

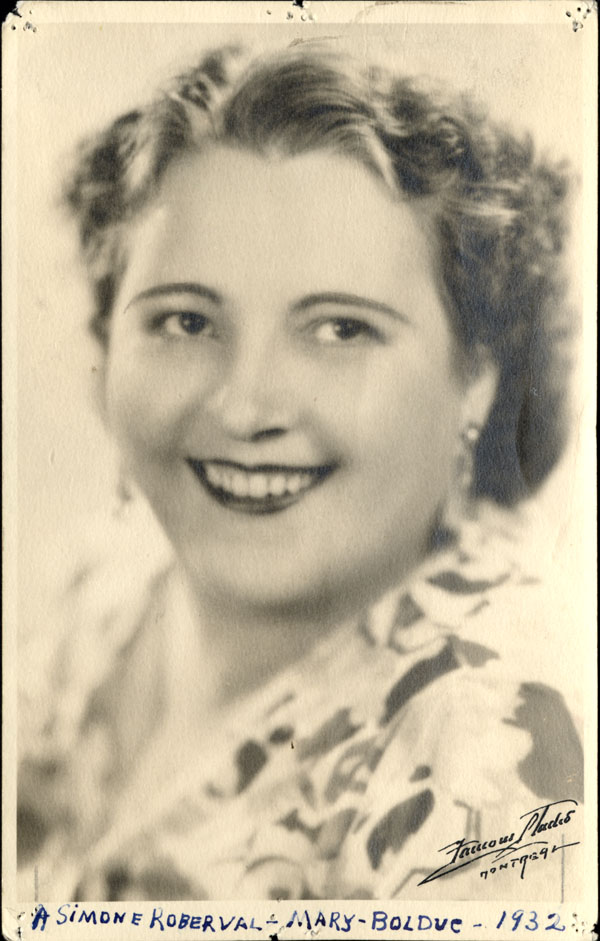
La Bolduc

- Clément Tremblay, ancien joueur de hockey de la LNH et personnalité politique.
- La Bolduc, auteure-compositrice-interprète.
- Mathieu Garon, ancient gardien de but de la LNH.
- Roger Joseph Pichette, homme d'affaires et personnalité politique.
- P-A Méthot, humoriste.
- Alexandre Cyr, comptable, fonctionnaire, homme d'affaires et personnalité politique fédéral.
- Diane Lebouthillier, femme politique fédérale; Ministre du Revenu national depuis 2015.
- Flora Gionest-Roussy, acteur, auteur-compositeur-interprète et drag queen.
- Kimberly Sue-Murray, actrice.